# Mood (Nayt)
Mood è il quinto album in studio del rapper italiano Nayt, pubblicato il 4 dicembre 2020 dalla Jive Records, Sony Music e la VNT1 Records.

## Tracce
1. Musica ovunque (prod. 3D, Walter Babbini e Veto) – 4:13
2. Favolacce (prod. 3D e Walter Babbini) – 3:01
3. Tuttappo' (prod. 3D) – 2:36
4. Passerà (prod. 3D e Walter Babbini) – 2:46
5. Lividi (feat. Mezzosangue) (prod. 3D, Walter Babbini, Emanuele Bianco e Veto) – 3:06
6. Il blocco dello scrittore (prod. 3D e Walter Babbini) – 3:22
7. LOL (prod. 3D) – 2:22
8. Grazie prego scusa (prod. 3D, Walter Babbini, Emanuele Bianco e Veto) – 3:17
9. Vero (prod. 3D e Walter Babbini) – 2:55
10. Scuola (prod. 3D) – 2:27
11. Fuori fa paura (prod. 3D e Walter Babbini) – 1:49
12. Rollin Roma (prod. 3D e Walter Babbini) – 3:16
13. Nuvole (prod. 3D e Walter Babbini) – 2:00

Tracce bonus nella riedizione digitale
1. Tutto il resto è noi (prod. 3D e Walter Babbini) – 2:57
2. Favolacce (Acoustic Version) (prod. 3D e Walter Babbini) – 2:46
3. Passerà (Acoustic Version) (prod. 3D e Walter Babbini) – 3:11

## Classifiche
| Classifica (2020) | Posizione massima |
| ----------------- | ----------------- |
| Italia            | 10                |